# جي بي دي فورميس 1993
جي بي دي فورميس 1993 (بالفرنسية: Grand Prix de Fourmies 1993)‏ هو سباق دراجات هوائية، وهو الموسم الحادي والستين من جي بي دي فورميس، وأقيم في 12 سبتمبر 1993 ضمن سباقات كأس فرنسا لركوب الدراجات على الطريق 1993 ‏، وشارك فيه  140 متسابقاً ووصل إلى نهايته  98 متسابقاً.
فاز بالمركز الأول ماكس سياندري، وبالمركز الثاني Dimitri Zhdanov ‏، وبالمركز الثالث Laurent Madouas ‏.

## التصنيف العام النهائي
| التصنيف العام          | التصنيف العام    | التصنيف العام                  | التصنيف العام | التصنيف العام |
| العداء                 | العداء           | الفريق                         | الوقت         |               |
| ---------------------- | ---------------- | ------------------------------ | ------------- | ------------- |
| 1                      | ماكس سياندري     | Motorola                       | 5 س 13 د 02 ث |               |
| 2                      | Dimitri Zhdanov ‏ | Novemail-Histor-Laser Computer | + 22 ث        |               |
| 3                      | Laurent Madouas ‏ | Castorama                      | + 23 ث        |               |
|                        |                  |                                |               |               |
| مصدر: Cycling Archives |                  |                                |               |               |

## وصلات خارجية
- جي بي دي فورميس 1993 في موقع Cycling Archives سايكلنج أركايفز